# Onychogomphus flexuosus
Onychogomphus flexuosus – gatunek ważki z rodziny gadziogłówkowatych (Gomphidae).